# Ludwig Bund
Ludwig Bund (* 28. April 1828 in Brakel, Provinz Westfalen; † 4. Oktober 1886 in Düsseldorf) war ein deutscher Beamter und Schriftsteller.

## Leben

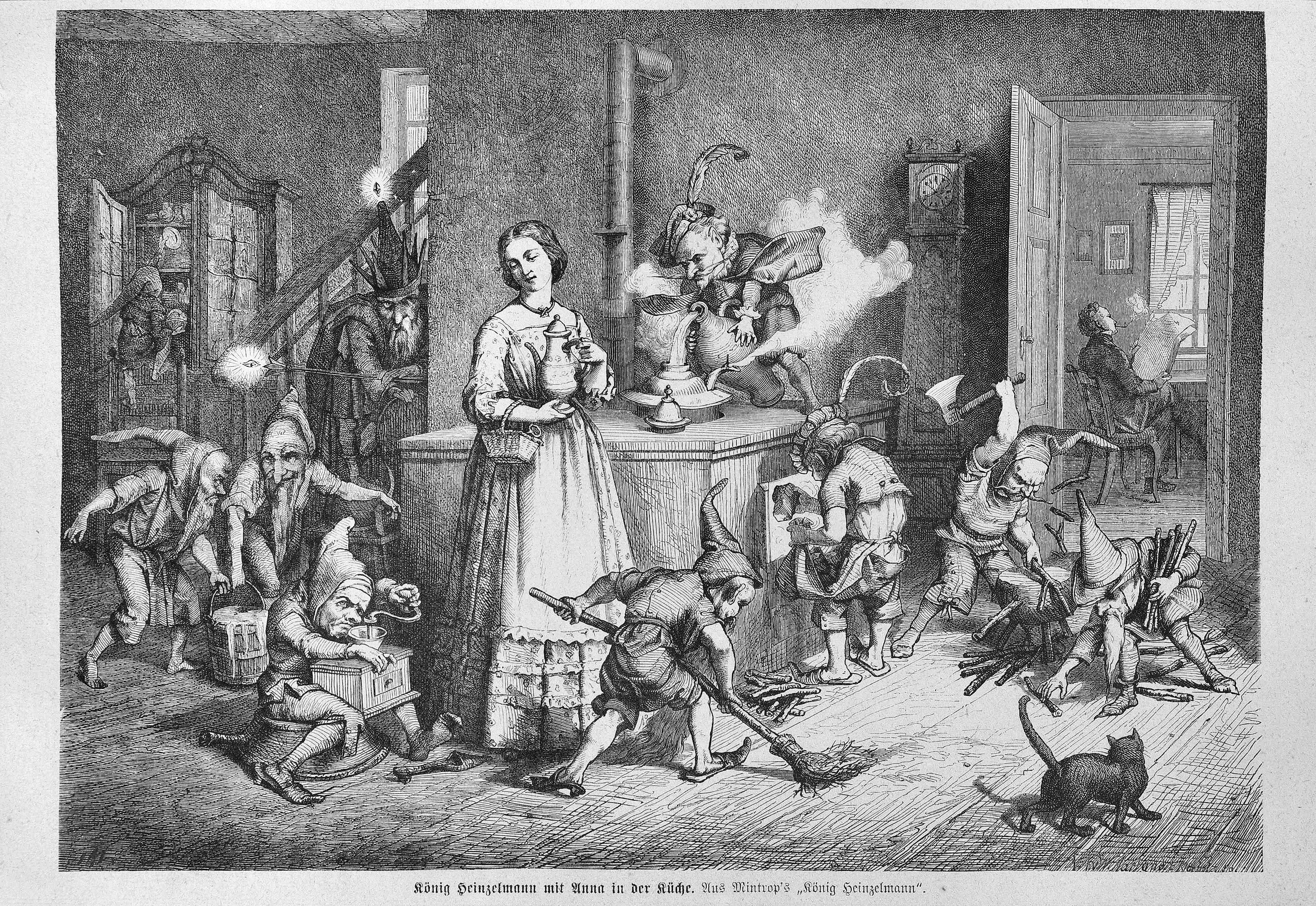
König Heinzelmann mit Anna in der Küche, Illustration nach Theodor Mintrop in der Zeitschrift Die Gartenlaube, 1875

Bund, Sohn eines Beamten, wurde durch seine Mutter, eine dichterisch begabte polnische Emigrantin, dazu angeleitet, erste Verse zu verfassen. Bis zum 15. Lebensjahr besuchte er die Elementarschule in Brakel. Im Alter von 17 Jahren begann er auf der Unteroffiziersschule Potsdam eine Militärlaufbahn. 1850 diente er als Unteroffizier eines Regiments in Berlin. Dort verkehrte er im Bildungsbürgertum und besuchte akademische Vorlesungen. Als Feldwebel der Garde-Landwehr wurde er 1853 nach Düsseldorf versetzt. Nach Ausscheiden aus dem aktiven Militärdienst trat er 1859 als Kanzleisekretär in die Dienste der Königlichen Regierung in Düsseldorf.
Ab 1856 bzw. 1857 trat Bund als Erzähler von Kunstmärchen in Erscheinung, dann als Lyriker. Außerdem veröffentlichte er Lyrik-Anthologien sowie Schriften über die Kunstakademie Düsseldorf und das Wirken Düsseldorfer Maler im 19. Jahrhundert. Insbesondere schrieb er Kurzbiografien der Maler Ludwig Hugo Becker und Theodor Mintrop. Mintrop hatte sich durch ein Heinzelmännchen-Märchen von Bund zu König Heinzelmann’s Liebe, einem autobiografisch unterlegten Märchen-Zyklus aus 70 Bildern, anregen lassen. Eine Weile redigierte Bund das Düsseldorfer Künstler-Album bzw. Deutsche Künstler-Album.

## Werke (Auswahl)
- Der Sohn des Schatzmeisters sowie Lucas, Kunstmärchen mit Illustrationen diverser Künstler der Düsseldorfer Malerschule. In: Märchen und Sagen für Jung und Alt. Düsseldorf [1856 oder 1857] (Digitalisat).
- Nachtschatten. Sonette, Schaub, Düsseldorf 1857.
- Weihnachtsklänge. Festgabe in Lied und Bild. Anthologie mit Illustrationen diverser Künstler der Düsseldorfer Malerschule, Grote, Berlin 1866 (Digitalisat).
- Mehrere Gedichte in: Carl Siebel (Hrsg.): Gruß aus Rheinland. Neue Blüthen rheinischer Dichtkunst. Reinhardt, Elberfeld 1866 (Digitalisat).
- Zwei Gedichte in: Friedrich Bodenstedt (Hrsg.): Album deutscher Kunst und Dichtung. Anthologie mit Illustrationen diverser Künstler der Düsseldorfer Malerschule, Grote, Berlin 1867 (Digitalisat).
- Overbeck’s Album der neuesten Kunstwerke Düsseldorfer Künstler in Photographien. Fotografien in Tondruck, A. & G. Overbeck, Düsseldorf 1867.
- Lieder der Heimath. Eine Sammlung der vorzüglichen Dichtungen im Bilderschmuck deutscher Kunst. Anthologie mit Illustrationen diverser Künstler der Düsseldorfer Malerschule, Breidenbach, Düsseldorf 1868 (Digitalisat; Nachdruck: Harenberg, Dortmund 1977).
- Der Nestor der Düsseldorfer Künstler. In: Daheim. V. Jahrgang (1869), Nr. 25 (20. März 1869), S. 396 (Digitalisat).
- Die Semisäcular-Feier der Königlichen Kunst-Akademie zu Düsseldorf in den Tagen des 22., 23. und 24. Juni 1869. Budich, Düsseldorf 1870 (Digitalisat).
- Gedenkblätter an L. Hugo Becker. Breidenbach, Düsseldorf 1869 (Digitalisat).
- Theodor Mintrop. Ein Blatt der Erinnerung. Spiethoff & Krahe, Düsseldorf 1870 (Digitalisat).
- Wallensteins Zug nach Eger und Graf Finkenstein, Gedichte mit Illustrationen diverser Künstler der Düsseldorfer Malerschule. In: Ernst Scherenberg (Hrsg.): Deutsches Künstler-Album 1876. Breidenbach, Düsseldorf 1876 (Digitalisat).
- Die Monate des Jahres in Denksprüchen, 1877 (Digitalisat).
- Der junge Patriot. Dichtungen für Schule und Haus. 1877.
- Genrebilder der Poesie. 1880.
- Maßliebchen. Lied und Bild. Baedeker, Iserlohn 1882.
- Ruhmeshalle. Auswahl deutscher Kriegsgedichte. Anthologie, 1883 (Digitalisat).
- Das Kaiserfest zu Düsseldorf. In: Illustrirte Zeitung. Ausgabe Nr. 2154 von 11. Oktober 1884, S. 353 (Google Books).
- Gedichte. 1885.
- Freudvoll und leidvoll. Anthologie, 1885.